# Zemský okres Haßberge
Zemský okres Haßberge (německy Landkreis Haßberge) je zemský okres v německé spolkové zemi Bavorsko, ve vládním obvodu Dolní Franky. Sídlem správy zemského okresu je město Haßfurt. Má přibližně 85 tisíc obyvatel. 

## Města a obce
| Města: 1. Ebelsbach 2. Eltmann 3. Haßfurt 4. Hofheim in Unterfranken 5. Königsberg in Bayern 6. Zeil am Main | Obce: 1. Aidhausen 2. Breitbrunn 3. Bundorf 4. Burgpreppach 5. Ebern 6. Ermershausen 7. Gädheim 8. Kirchlauter 9. Knetzgau 10. Maroldsweisach 11. Oberaurach 12. Pfarrweisach 13. Rauhenebrach 14. Rentweinsdorf 15. Riedbach 16. Sand am Main 17. Stettfeld 18. Theres 19. Untermerzbach 20. Wonfurt |